# الانتخابات العامة الأيرلندية 2020
جرت الانتخابات العامة الايرلندية 2020 في يوم السبت 8 فبراير لانتخاب أعضاء مجلس نواب أيرلندا، حيث تم التنافس على جميع المقاعد البالغ عددها 160 مقعدًا.